# Strongylognathus
Strongylognathus Mayr, 1853 è un genere di formiche della sottofamiglia Myrmicinae.

## Distribuzione
Il genere è presente in Europa, Asia e Nord Africa.

## Tassonomia
Il genere comprende 25 specie e 1 sottospecie:
- Strongylognathus afer Emery, 1884
- Strongylognathus alboini Finzi, 1924
- Strongylognathus alpinus Wheeler, 1909
- Strongylognathus arnoldii Radchenko, 1985
- Strongylognathus caeciliae Forel, 1897
- Strongylognathus chelifer Radchenko, 1985
- Strongylognathus christophi Emery, 1889
- Strongylognathus dalmaticus Baroni Urbani, 1969
- Strongylognathus destefanii Emery, 1915
- Strongylognathus huberi Forel, 1874
  - Strongylognathus huberi dalmaticus Baroni Urbani, 1969
- Strongylognathus insularis Baroni Urbani, 1968
- Strongylognathus italicus Finzi, 1924
- Strongylognathus kabakovi Radchenko & Dubovikoff, 2011
- Strongylognathus karawajewi Pisarski, 1966
- Strongylognathus kervillei Santschi, 1921
- Strongylognathus koreanus Pisarski, 1966
- Strongylognathus kratochvili Silhavy, 1937
- Strongylognathus minutus Radchenko, 1991
- Strongylognathus palaestinensis Menozzi, 1933
- Strongylognathus pisarskii Poldi, 1994
- Strongylognathus potanini Radchenko, 1995
- Strongylognathus rehbinderi Forel, 1904
- Strongylognathus silvestrii Menozzi, 1936
- Strongylognathus testaceus Schenck, 1852
- Strongylognathus tylonus Wei, Xu & He, 2001

In Italia sono presenti le specie S. alboini, S. alpinus, S. destefanii, S. huberi, S. italicus e  S. pisarskii.